# La Chatte à deux têtes
Pour plus de détails, voir Fiche technique et Distribution.
La Chatte à deux têtes est un film dramatique français réalisé par Jacques Nolot, sorti en 2002.

## Synopsis
Dans un cinéma pornographique de Pigalle, une histoire d'amour alambiquée commence entre la caissière, le jeune projectionniste et un homme d'une cinquantaine d'années,.

## Fiche technique
- Titre anglais : Glowing Eyes
- Productrice : Pauline Duhault
- Scénario : Jacques Nolot
- Directeur de la photographie : Germain Desmoulins
- Chef décorateur : Patrick Durand
- Compositeur : Nino
- Monteuse : Sophie Reine
- Distributeur France : Mars Distribution
- Production : Elia Films
- Exportation/Distribution internationale : Mercure Distribution
- Date de sortie en France : 20 novembre 2002
- Classification : interdit aux moins de 16 ans lors de sa sortie en France[1]

## Distribution
- Vittoria Scognamiglio : la caissière
- Jacques Nolot : l'homme de 50 ans
- Sébastien Viala :  le projectionniste
- Olivier Torres : l'homme à la robe jaune
- Lionel Goldstein : l'homme à l'imper noir / l'androgyne
- Frédéric Longbois : Yeux de braise / l'homme à l'éventail
- Fouad Zeraoui :  le travesti/ l'homme qui a eu sa dose
- Jean-Louis Coquery : l'homme nu

## À noter
Le tournage a duré trois semaines, il s'est déroulé dans l'ancien cinéma porno Le Méry, situé place de Clichy. Plusieurs scènes diffusées sur l'écran de cinéma dans le film sont des extraits de films pornographiques préexistants.

## Récompenses et distinctions
Lors du Festival de Cannes 2002, il fait partie de la sélection officielle d'Un certain regard.
| Année | Cérémonie ou récompense | Nomination    |
| ----- | ----------------------- | ------------- |
| 2002  | Prix Louis-Delluc       | Meilleur film |